# Ремчукова, Елена Николаевна
Еле́на Никола́евна Ремчуко́ва (28 декабря 1953 — 6 февраля 2023) — российский учёный, доктор филологических наук, профессор.

## Биография
В 1980 году окончила историко-филологический факультет Университета дружбы народов им. П. Лумумбы. Получила диплом с отличием по квалификации «Филолог, преподаватель русского языка и литературы», также диплом переводчика французского языка. Её учителями были учёные-лингвисты Лопатин Владимир Владимирович, Новиков Лев Алексеевич, Улуханов Игорь Степанович.
Кандидатскую диссертацию защитила в 1984 году на тему «Структурно-семантическая зона „сложное действие“ в современном русском языке» под руководством профессора В. В. Лопатина.
С 1984 года ассистент, а затем доцент (с 1990 года) кафедры общего и русского языкознания филологического факультета РУДН.
С 2003 член Международной аспектологической комиссии при Международном комитете славистов.
В 2005 году	защитила диссертацию на тему «Креативный потенциал русской грамматики: морфологические ресурсы языка». Присвоена степень доктора филологических наук.
Профессор кафедры общего и русского языкознания Российского университета дружбы народов с 5 октября 2011 года.
Под её научным руководством защищено 16 кандидатских диссертаций.
Умерла 6 февраля 2023 года в Москве.

## Награды и членство
- Награждена серебряной медалью ВДНХ за монографию «Креативный потенциал русской грамматики» в 2006 году.
- С 2012 — член Национальной ассоциации исследователей масс-медиа.
- С 2014 — член Международного совета по ономастическим исследованиям (International Council of Onomastic Sciences — ICOS).
- С 2015 — член международного совета рецензентов журнала «Cuadernos de Rusística Española» (WoS, Испания).
- С 2015 — член международной редколлегии научного сборника «Studia Slavica» (Таллинский университет, Эстония).

## Публикации
- Анненкова И. В., Ремчукова Е. Н. Нейминг в различных областях речевой деятельности. // Издательство: Carleton University // Оттава, 2018 год // ISBN 978-0-7709-0612-2
- Ремчукова Е. Н., Соколова Т. П. «Своё» и «чужое» в коммуникативном пространстве российского города // Коммуникативные исследования. — 2019. — Том 6. — № 1. — С. 31—51.
- Ремчукова Е. Н., Христовски, Г.Н., Омельяненко В. А. Литературные реминисценции в национально-ориентированной рекламе России // Cuadernos de Rusística Española. — 2018. — 14. — С. 93-105.
- Ремчукова Е. Н., Омельяненко В. А. Поликодовые тексты в аспекте теории мультимодальности // Коммуникативные исследования. — 2018 — Том 17. — № 3. — С. 66-78.
- Ремчукова Е. Н., Соколова Т. П., Замалетдинова Л. Р. Креативная номинация в аспекте преподавания в информационную эпоху // Материалы международной конференции «Образовательная среда для информационной эпохи» (EEIA-2017). — Москва, Россия. — 7-8 июня. — С.502-511.

## Семья
- Муж: Ремчуков, Константин Вадимович
  - Сыновья: Максим и Николай,
    - Внуки: Артём, Степан и Пётр.